# SN 2012X
SN 2012X – supernowa typu Ia, odkryta 29 stycznia 2012 roku w galaktyce A112920+5300. W momencie odkrycia, miała maksymalną jasność 17,9m.